# 1731
Portal Geschichte | Portal Biografien | Aktuelle Ereignisse | Jahreskalender | Tagesartikel

◄ |
17. Jahrhundert |
18. Jahrhundert
| 19. Jahrhundert | ►

◄ |
1700er |
1710er |
1720er |
1730er
| 1740er | 1750er | 1760er | ►

◄◄ |
◄ |
1727 |
1728 |
1729 |
1730 |
1731
| 1732 | 1733 | 1734 | 1735 | ► | ►►
Staatsoberhäupter  · Nekrolog   · Musikjahr
| Januar | Januar | Januar | Januar | Januar | Januar | Januar | Januar |
| Kw     | Mo     | Di     | Mi     | Do     | Fr     | Sa     | So     |
| 1      | 1      | 2      | 3      | 4      | 5      | 6      | 7      |
| 2      | 8      | 9      | 10     | 11     | 12     | 13     | 14     |
| 3      | 15     | 16     | 17     | 18     | 19     | 20     | 21     |
| 4      | 22     | 23     | 24     | 25     | 26     | 27     | 28     |
| 5      | 29     | 30     | 31     |        |        |        |        |
| ------ | ------ | ------ | ------ | ------ | ------ | ------ | ------ |

| Februar | Februar | Februar | Februar | Februar | Februar | Februar | Februar |
| Kw      | Mo      | Di      | Mi      | Do      | Fr      | Sa      | So      |
| 5       |         |         |         | 1       | 2       | 3       | 4       |
| 6       | 5       | 6       | 7       | 8       | 9       | 10      | 11      |
| 7       | 12      | 13      | 14      | 15      | 16      | 17      | 18      |
| 8       | 19      | 20      | 21      | 22      | 23      | 24      | 25      |
| 9       | 26      | 27      | 28      |         |         |         |         |
| ------- | ------- | ------- | ------- | ------- | ------- | ------- | ------- |

| März | März | März | März | März | März | März | März |
| Kw   | Mo   | Di   | Mi   | Do   | Fr   | Sa   | So   |
| 9    |      |      |      | 1    | 2    | 3    | 4    |
| 10   | 5    | 6    | 7    | 8    | 9    | 10   | 11   |
| 11   | 12   | 13   | 14   | 15   | 16   | 17   | 18   |
| 12   | 19   | 20   | 21   | 22   | 23   | 24   | 25   |
| 13   | 26   | 27   | 28   | 29   | 30   | 31   |      |
| ---- | ---- | ---- | ---- | ---- | ---- | ---- | ---- |

| April | April | April | April | April | April | April | April |
| Kw    | Mo    | Di    | Mi    | Do    | Fr    | Sa    | So    |
| 13    |       |       |       |       |       |       | 1     |
| 14    | 2     | 3     | 4     | 5     | 6     | 7     | 8     |
| 15    | 9     | 10    | 11    | 12    | 13    | 14    | 15    |
| 16    | 16    | 17    | 18    | 19    | 20    | 21    | 22    |
| 17    | 23    | 24    | 25    | 26    | 27    | 28    | 29    |
| 18    | 30    |       |       |       |       |       |       |
| ----- | ----- | ----- | ----- | ----- | ----- | ----- | ----- |

| Mai | Mai | Mai | Mai | Mai | Mai | Mai | Mai |
| Kw  | Mo  | Di  | Mi  | Do  | Fr  | Sa  | So  |
| 18  |     | 1   | 2   | 3   | 4   | 5   | 6   |
| 19  | 7   | 8   | 9   | 10  | 11  | 12  | 13  |
| 20  | 14  | 15  | 16  | 17  | 18  | 19  | 20  |
| 21  | 21  | 22  | 23  | 24  | 25  | 26  | 27  |
| 22  | 28  | 29  | 30  | 31  |     |     |     |
| --- | --- | --- | --- | --- | --- | --- | --- |

| Juni | Juni | Juni | Juni | Juni | Juni | Juni | Juni |
| Kw   | Mo   | Di   | Mi   | Do   | Fr   | Sa   | So   |
| 22   |      |      |      |      | 1    | 2    | 3    |
| 23   | 4    | 5    | 6    | 7    | 8    | 9    | 10   |
| 24   | 11   | 12   | 13   | 14   | 15   | 16   | 17   |
| 25   | 18   | 19   | 20   | 21   | 22   | 23   | 24   |
| 26   | 25   | 26   | 27   | 28   | 29   | 30   |      |
| ---- | ---- | ---- | ---- | ---- | ---- | ---- | ---- |

| Juli | Juli | Juli | Juli | Juli | Juli | Juli | Juli |
| Kw   | Mo   | Di   | Mi   | Do   | Fr   | Sa   | So   |
| 26   |      |      |      |      |      |      | 1    |
| 27   | 2    | 3    | 4    | 5    | 6    | 7    | 8    |
| 28   | 9    | 10   | 11   | 12   | 13   | 14   | 15   |
| 29   | 16   | 17   | 18   | 19   | 20   | 21   | 22   |
| 30   | 23   | 24   | 25   | 26   | 27   | 28   | 29   |
| 31   | 30   | 31   |      |      |      |      |      |
| ---- | ---- | ---- | ---- | ---- | ---- | ---- | ---- |

| August | August | August | August | August | August | August | August |
| Kw     | Mo     | Di     | Mi     | Do     | Fr     | Sa     | So     |
| 31     |        |        | 1      | 2      | 3      | 4      | 5      |
| 32     | 6      | 7      | 8      | 9      | 10     | 11     | 12     |
| 33     | 13     | 14     | 15     | 16     | 17     | 18     | 19     |
| 34     | 20     | 21     | 22     | 23     | 24     | 25     | 26     |
| 35     | 27     | 28     | 29     | 30     | 31     |        |        |
| ------ | ------ | ------ | ------ | ------ | ------ | ------ | ------ |

| September | September | September | September | September | September | September | September |
| Kw        | Mo        | Di        | Mi        | Do        | Fr        | Sa        | So        |
| 35        |           |           |           |           |           | 1         | 2         |
| 36        | 3         | 4         | 5         | 6         | 7         | 8         | 9         |
| 37        | 10        | 11        | 12        | 13        | 14        | 15        | 16        |
| 38        | 17        | 18        | 19        | 20        | 21        | 22        | 23        |
| 39        | 24        | 25        | 26        | 27        | 28        | 29        | 30        |
| --------- | --------- | --------- | --------- | --------- | --------- | --------- | --------- |

| Oktober | Oktober | Oktober | Oktober | Oktober | Oktober | Oktober | Oktober |
| Kw      | Mo      | Di      | Mi      | Do      | Fr      | Sa      | So      |
| 40      | 1       | 2       | 3       | 4       | 5       | 6       | 7       |
| 41      | 8       | 9       | 10      | 11      | 12      | 13      | 14      |
| 42      | 15      | 16      | 17      | 18      | 19      | 20      | 21      |
| 43      | 22      | 23      | 24      | 25      | 26      | 27      | 28      |
| 44      | 29      | 30      | 31      |         |         |         |         |
| ------- | ------- | ------- | ------- | ------- | ------- | ------- | ------- |

| November | November | November | November | November | November | November | November |
| Kw       | Mo       | Di       | Mi       | Do       | Fr       | Sa       | So       |
| 44       |          |          |          | 1        | 2        | 3        | 4        |
| 45       | 5        | 6        | 7        | 8        | 9        | 10       | 11       |
| 46       | 12       | 13       | 14       | 15       | 16       | 17       | 18       |
| 47       | 19       | 20       | 21       | 22       | 23       | 24       | 25       |
| 48       | 26       | 27       | 28       | 29       | 30       |          |          |
| -------- | -------- | -------- | -------- | -------- | -------- | -------- | -------- |

| Dezember | Dezember | Dezember | Dezember | Dezember | Dezember | Dezember | Dezember |
| Kw       | Mo       | Di       | Mi       | Do       | Fr       | Sa       | So       |
| 48       |          |          |          |          |          | 1        | 2        |
| 49       | 3        | 4        | 5        | 6        | 7        | 8        | 9        |
| 50       | 10       | 11       | 12       | 13       | 14       | 15       | 16       |
| 51       | 17       | 18       | 19       | 20       | 21       | 22       | 23       |
| 52       | 24       | 25       | 26       | 27       | 28       | 29       | 30       |
| 1        | 31       |          |          |          |          |          |          |
| -------- | -------- | -------- | -------- | -------- | -------- | -------- | -------- |

| Januar | Januar | Januar | Januar | Januar | Januar | Januar | Januar |
| Kw     | Mo     | Di     | Mi     | Do     | Fr     | Sa     | So     |
| 1      | 1      | 2      | 3      | 4      | 5      | 6      | 7      |
| 2      | 8      | 9      | 10     | 11     | 12     | 13     | 14     |
| 3      | 15     | 16     | 17     | 18     | 19     | 20     | 21     |
| 4      | 22     | 23     | 24     | 25     | 26     | 27     | 28     |
| 5      | 29     | 30     | 31     |        |        |        |        |
| ------ | ------ | ------ | ------ | ------ | ------ | ------ | ------ |

| Februar | Februar | Februar | Februar | Februar | Februar | Februar | Februar |
| Kw      | Mo      | Di      | Mi      | Do      | Fr      | Sa      | So      |
| 5       |         |         |         | 1       | 2       | 3       | 4       |
| 6       | 5       | 6       | 7       | 8       | 9       | 10      | 11      |
| 7       | 12      | 13      | 14      | 15      | 16      | 17      | 18      |
| 8       | 19      | 20      | 21      | 22      | 23      | 24      | 25      |
| 9       | 26      | 27      | 28      |         |         |         |         |
| ------- | ------- | ------- | ------- | ------- | ------- | ------- | ------- |

| März | März | März | März | März | März | März | März |
| Kw   | Mo   | Di   | Mi   | Do   | Fr   | Sa   | So   |
| 9    |      |      |      | 1    | 2    | 3    | 4    |
| 10   | 5    | 6    | 7    | 8    | 9    | 10   | 11   |
| 11   | 12   | 13   | 14   | 15   | 16   | 17   | 18   |
| 12   | 19   | 20   | 21   | 22   | 23   | 24   | 25   |
| 13   | 26   | 27   | 28   | 29   | 30   | 31   |      |
| ---- | ---- | ---- | ---- | ---- | ---- | ---- | ---- |

| April | April | April | April | April | April | April | April |
| Kw    | Mo    | Di    | Mi    | Do    | Fr    | Sa    | So    |
| 13    |       |       |       |       |       |       | 1     |
| 14    | 2     | 3     | 4     | 5     | 6     | 7     | 8     |
| 15    | 9     | 10    | 11    | 12    | 13    | 14    | 15    |
| 16    | 16    | 17    | 18    | 19    | 20    | 21    | 22    |
| 17    | 23    | 24    | 25    | 26    | 27    | 28    | 29    |
| 18    | 30    |       |       |       |       |       |       |
| ----- | ----- | ----- | ----- | ----- | ----- | ----- | ----- |

| Mai | Mai | Mai | Mai | Mai | Mai | Mai | Mai |
| Kw  | Mo  | Di  | Mi  | Do  | Fr  | Sa  | So  |
| 18  |     | 1   | 2   | 3   | 4   | 5   | 6   |
| 19  | 7   | 8   | 9   | 10  | 11  | 12  | 13  |
| 20  | 14  | 15  | 16  | 17  | 18  | 19  | 20  |
| 21  | 21  | 22  | 23  | 24  | 25  | 26  | 27  |
| 22  | 28  | 29  | 30  | 31  |     |     |     |
| --- | --- | --- | --- | --- | --- | --- | --- |

| Juni | Juni | Juni | Juni | Juni | Juni | Juni | Juni |
| Kw   | Mo   | Di   | Mi   | Do   | Fr   | Sa   | So   |
| 22   |      |      |      |      | 1    | 2    | 3    |
| 23   | 4    | 5    | 6    | 7    | 8    | 9    | 10   |
| 24   | 11   | 12   | 13   | 14   | 15   | 16   | 17   |
| 25   | 18   | 19   | 20   | 21   | 22   | 23   | 24   |
| 26   | 25   | 26   | 27   | 28   | 29   | 30   |      |
| ---- | ---- | ---- | ---- | ---- | ---- | ---- | ---- |

| Juli | Juli | Juli | Juli | Juli | Juli | Juli | Juli |
| Kw   | Mo   | Di   | Mi   | Do   | Fr   | Sa   | So   |
| 26   |      |      |      |      |      |      | 1    |
| 27   | 2    | 3    | 4    | 5    | 6    | 7    | 8    |
| 28   | 9    | 10   | 11   | 12   | 13   | 14   | 15   |
| 29   | 16   | 17   | 18   | 19   | 20   | 21   | 22   |
| 30   | 23   | 24   | 25   | 26   | 27   | 28   | 29   |
| 31   | 30   | 31   |      |      |      |      |      |
| ---- | ---- | ---- | ---- | ---- | ---- | ---- | ---- |

| August | August | August | August | August | August | August | August |
| Kw     | Mo     | Di     | Mi     | Do     | Fr     | Sa     | So     |
| 31     |        |        | 1      | 2      | 3      | 4      | 5      |
| 32     | 6      | 7      | 8      | 9      | 10     | 11     | 12     |
| 33     | 13     | 14     | 15     | 16     | 17     | 18     | 19     |
| 34     | 20     | 21     | 22     | 23     | 24     | 25     | 26     |
| 35     | 27     | 28     | 29     | 30     | 31     |        |        |
| ------ | ------ | ------ | ------ | ------ | ------ | ------ | ------ |

| September | September | September | September | September | September | September | September |
| Kw        | Mo        | Di        | Mi        | Do        | Fr        | Sa        | So        |
| 35        |           |           |           |           |           | 1         | 2         |
| 36        | 3         | 4         | 5         | 6         | 7         | 8         | 9         |
| 37        | 10        | 11        | 12        | 13        | 14        | 15        | 16        |
| 38        | 17        | 18        | 19        | 20        | 21        | 22        | 23        |
| 39        | 24        | 25        | 26        | 27        | 28        | 29        | 30        |
| --------- | --------- | --------- | --------- | --------- | --------- | --------- | --------- |

| Oktober | Oktober | Oktober | Oktober | Oktober | Oktober | Oktober | Oktober |
| Kw      | Mo      | Di      | Mi      | Do      | Fr      | Sa      | So      |
| 40      | 1       | 2       | 3       | 4       | 5       | 6       | 7       |
| 41      | 8       | 9       | 10      | 11      | 12      | 13      | 14      |
| 42      | 15      | 16      | 17      | 18      | 19      | 20      | 21      |
| 43      | 22      | 23      | 24      | 25      | 26      | 27      | 28      |
| 44      | 29      | 30      | 31      |         |         |         |         |
| ------- | ------- | ------- | ------- | ------- | ------- | ------- | ------- |

| November | November | November | November | November | November | November | November |
| Kw       | Mo       | Di       | Mi       | Do       | Fr       | Sa       | So       |
| 44       |          |          |          | 1        | 2        | 3        | 4        |
| 45       | 5        | 6        | 7        | 8        | 9        | 10       | 11       |
| 46       | 12       | 13       | 14       | 15       | 16       | 17       | 18       |
| 47       | 19       | 20       | 21       | 22       | 23       | 24       | 25       |
| 48       | 26       | 27       | 28       | 29       | 30       |          |          |
| -------- | -------- | -------- | -------- | -------- | -------- | -------- | -------- |

| Dezember | Dezember | Dezember | Dezember | Dezember | Dezember | Dezember | Dezember |
| Kw       | Mo       | Di       | Mi       | Do       | Fr       | Sa       | So       |
| 48       |          |          |          |          |          | 1        | 2        |
| 49       | 3        | 4        | 5        | 6        | 7        | 8        | 9        |
| 50       | 10       | 11       | 12       | 13       | 14       | 15       | 16       |
| 51       | 17       | 18       | 19       | 20       | 21       | 22       | 23       |
| 52       | 24       | 25       | 26       | 27       | 28       | 29       | 30       |
| 1        | 31       |          |          |          |          |          |          |
| -------- | -------- | -------- | -------- | -------- | -------- | -------- | -------- |

## Ereignisse

### Politik und Weltgeschehen

#### Vertrag von Wien
- 17. März: Der Vertrag von Wien zwischen der Habsburgermonarchie unter Karl VI. und dem Königreich Großbritannien unter König Georg II. beendet eine davor seit dem ersten Wiener Vertrag aus dem Jahr 1725 bestehende Annäherung zwischen Großbritannien und Frankreich und ersetzt sie durch eine Allianz zwischen Großbritannien und dem Kaiser. Im Vertrag erkennt Großbritannien die Pragmatische Sanktion an und erreicht dafür die Auflösung der habsburgischen Handelskompanie in Ostende, die bis dahin der britischen East India Company Konkurrenz gemacht hat.

Karl I. von Parma

- 20. Januar: Antonio Farnese, letzter Herzog von Parma und Piacenza aus dem Hause Farnese, stirbt ohne männliche Nachkommen. Er wird beerbt von seiner Nichte Elisabetta Farnese, die seit 1714 mit dem spanischen König Philipp V. aus der Dynastie der Bourbonen verheiratet ist. Sie gibt die beiden Herzogtümer, aber auch den Besitz in und um Rom – den Palazzo Farnese und die Villa Farnesina in Rom, den Palazzo Farnese in Caprarola, vor allem aber die farnesischen Sammlungen – an ihren 15-jährigen Sohn Karl weiter.
- 22. Juli: Spanien tritt dem Vertrag von Wien bei, wobei Herrschaftsansprüche auf das Herzogtum Parma für den späteren spanischen König Karl III. als Sohn der Prinzessin Elisabetta Farnese von den Vertragsmächten anerkannt werden.

#### Weitere Ereignisse im Heiligen Römischen Reich

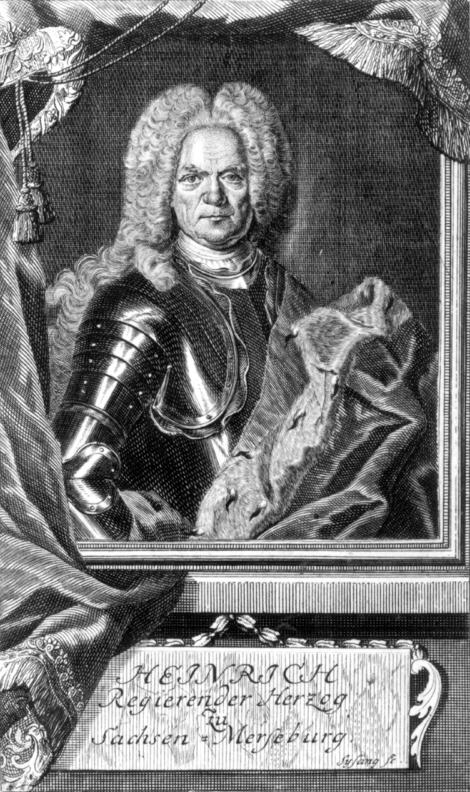
Heinrich von Sachsen-Merseburg

- 21. April: Herzog Moritz Wilhelm von Sachsen-Merseburg stirbt und wird in der Fürstengruft des Merseburger Doms beigesetzt. Da er selbst keine männlichen Nachkommen hinterlässt und sein nächstjüngerer Bruder Friedrich Erdmann bereits 1714 verstorben ist, folgt ihm sein Onkel Heinrich auf den Thron. Dieser setzt die wirtschafts- und kulturfreundliche Regentschaft seines Neffen fort.
- 17. September: Herzog Gustav Samuel Leopold von Pfalz-Zweibrücken stirbt kinderlos. Damit fällt die Herrschaft an seinen Cousin Pfalzgraf Christian III. von Birkenfeld, Bischweiler und Rappoltstein.
- 31. Oktober: Erzbischof Firmian erlässt das Salzburger Emigrationspatent, das die Grundlage zum Beginn der Vertreibung der Evangelischen aus dem Erzstift Salzburg bildet. Verfasser ist vermutlich sein Hofkanzler Christani di Rallo. Das Edikt wird am 11. November verlautbart. Zunächst werden rund 4.000 grundbesitzlose Mägde und Knechte zusammengefangen und deportiert.

#### Weitere Ereignisse in Europa

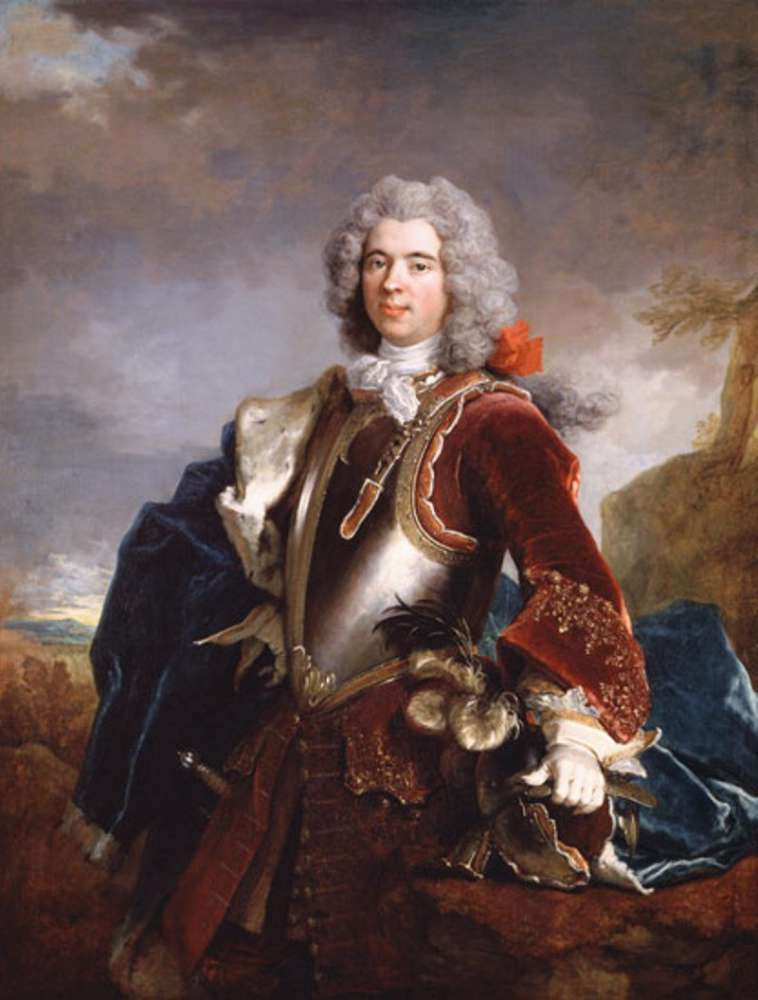
Fürst Jacques I. von Monaco

- 20. Februar: Nach dem Tod von Antoine I. wird seine Tochter Louise-Hippolyte Fürstin von Monaco. Am 4. April reist die achtfache Mutter von ihrem Aufenthaltsort in Paris in ihre Heimat, wo sie mit Begeisterung empfangen wird. Ihr Ehemann Jacques, der ihr nachfolgt, wird als Landfremder merklich kühler aufgenommen. Louise-Hippolyte setzt einige Reformen in ihrem Fürstentum durch, unter anderem das Verbot, Waffen zu tragen. Sie stirbt jedoch bereits am 29. Dezember an den Pocken und wird von ihrem Mann Jacques I. beerbt, der sich allerdings mit massivem Widerstand der Bevölkerung konfrontiert sieht.

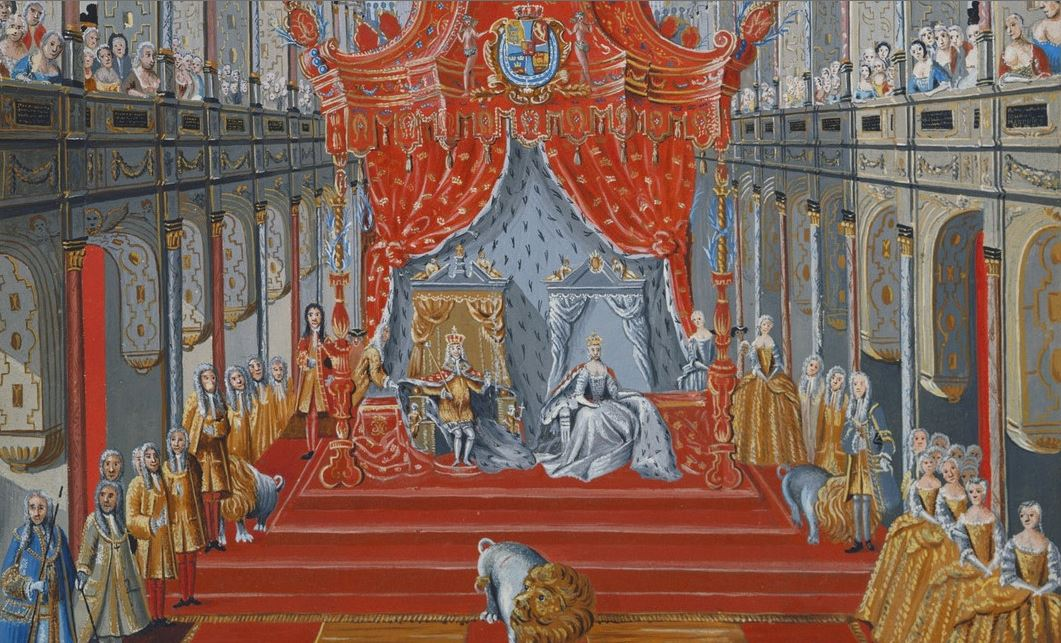
Die Krönung Christians VI. von Dänemark-Norwegen

- 6. Juni: Christian VI. wird zum König von Dänemark und Norwegen gekrönt.
- Viktor Amadeus II., der im Vorjahr zugunsten seines Sohnes Karl Emanuel III. als König von Sardinien-Piemont abgedankt hat, ist mit den Entscheidungen seines Nachfolgers zunehmend unzufrieden und versucht die Abdankung rückgängig zu machen. Er wird daraufhin am 29. September mit seiner Gattin Anna Canalis di Cumiana in Moncalieri verhaftet und in Rivoli festgesetzt.

#### Asien

Flagge des unabhängigen Kasachen-Khanats

- Die Kleine Horde des Kasachen-Khanats unterstellt sich dem Kaiserreich Russland. Bis 1742 folgen erst die Mittlere Horde und dann die Große Horde ihrem Beispiel.

### Wirtschaft
- 16. August: Das auf Betreiben des preußischen Königs Friedrich Wilhelm I. vom Immerwährenden Reichstag erlassene Reichsgewerbegesetz hebt die Autonomie der Zünfte im Heiligen Römischen Reich auf und erleichtert den Zugang zum Handwerk. Rechtliche Auseinandersetzungen müssen nun vor öffentlichen Gerichten ausgetragen werden. Auch die Bauhütten verlieren damit wie alle Zünfte ihre in der Steinmetzordnung geregelte eigene Gerichtsbarkeit. Die Gesellenausbildung wird festen Regeln und Kontrollen unterworfen. Die Erteilung von Lehrzeugnissen wird genau geregelt. Gesellenverbände und Arbeitskämpfe sind verboten. Arbeitsverweigerungen werden mit drastischen Strafen bis hin zur Todesstrafe geahndet.
- Edward Cave gibt in London die erste Ausgabe von The Gentleman’s Magazine heraus. Cave bezieht sein Material vor allem aus anderen Periodika, die zu dieser Zeit keinem Urheberrecht unterliegen, macht seine Quellen aber meistens kenntlich. Er ist der erste, der offensiv damit wirbt, keine originären Beiträge zu liefern. Der Erfolg des Magazins inspiriert zahlreiche Nachahmer über die nächsten Jahre.
- Konrad Heinrich Bamberger braut das erste Oettinger Pils.

### Wissenschaft und Technik
- Mit einer von Godfrey Copley 1709 hinterlassenen Summe vergibt die britische Royal Society erstmals die Copley Medal, den ersten Wissenschaftspreis. Erster Preisträger ist der Naturwissenschaftler Stephen Gray.
- Der englische Arzt und Amateurastronom John Bevis entdeckt den Krebsnebel, den Überrest der Supernova 1054.
- Der Franzose Jean Jacques d’Ortous de Mairan dokumentiert erstmals den im Sternbild Orion befindlichen Gasnebel, der Jahrzehnte später den Namen Messier 43 erhält.
- John Hadley stellt der Royal Society den von ihm entwickelten Oktanten vor.
- Der Bau des Aqueduto das Águas Livres in Lissabon beginnt. Dieses Aquädukt, das zu den größten Bauwerken seiner Art gehört, trägt nach seiner Fertigstellung wesentlich zur Lösung der chronischen Probleme von Lissabons Wasserversorgung bei.
- Johann Heinrich Zedler veröffentlicht den ersten Band des Grossen vollständigen Universal-Lexicons Aller Wissenschafften und Künste, das sich zur umfassendsten deutschsprachigen Enzyklopädie des 18. Jahrhunderts entwickeln wird.

### Kultur

#### Architektur und Bildende Kunst
- Hinter dem Schloss Karlsruhe wird im Auftrag von Markgraf Karl III. Wilhelm mit der Anlage eines Schlossgartens im Barockstil begonnen.
- Im Auftrag von Fürst Anselm Franz von Thurn und Taxis beginnt der Bau des Palais Thurn und Taxis in Frankfurt am Main durch Robert de Cotte.
- William Hogarth schafft den sechsteiligen Kupferstichzyklus A Harlot’s Progress.

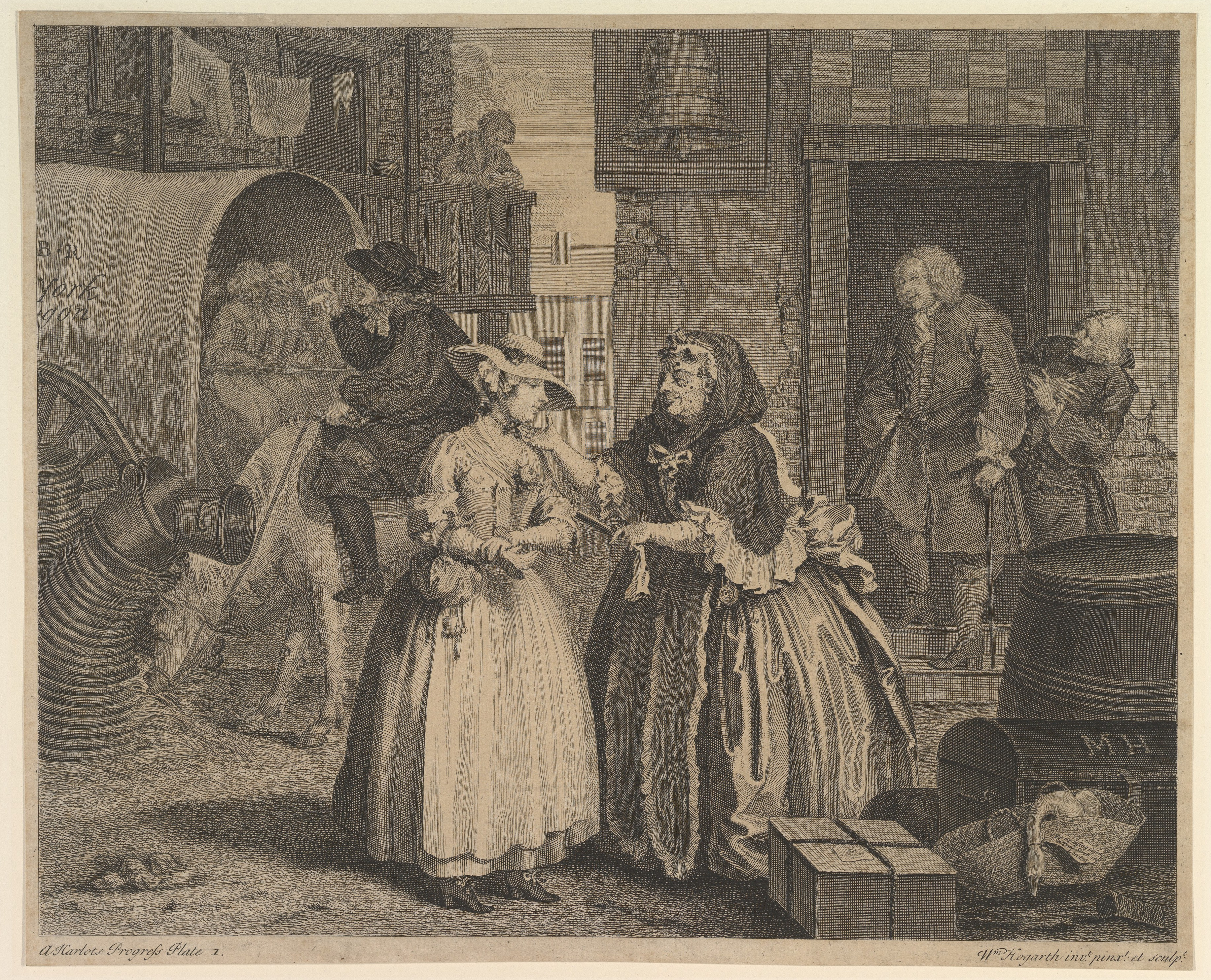
Teil 1
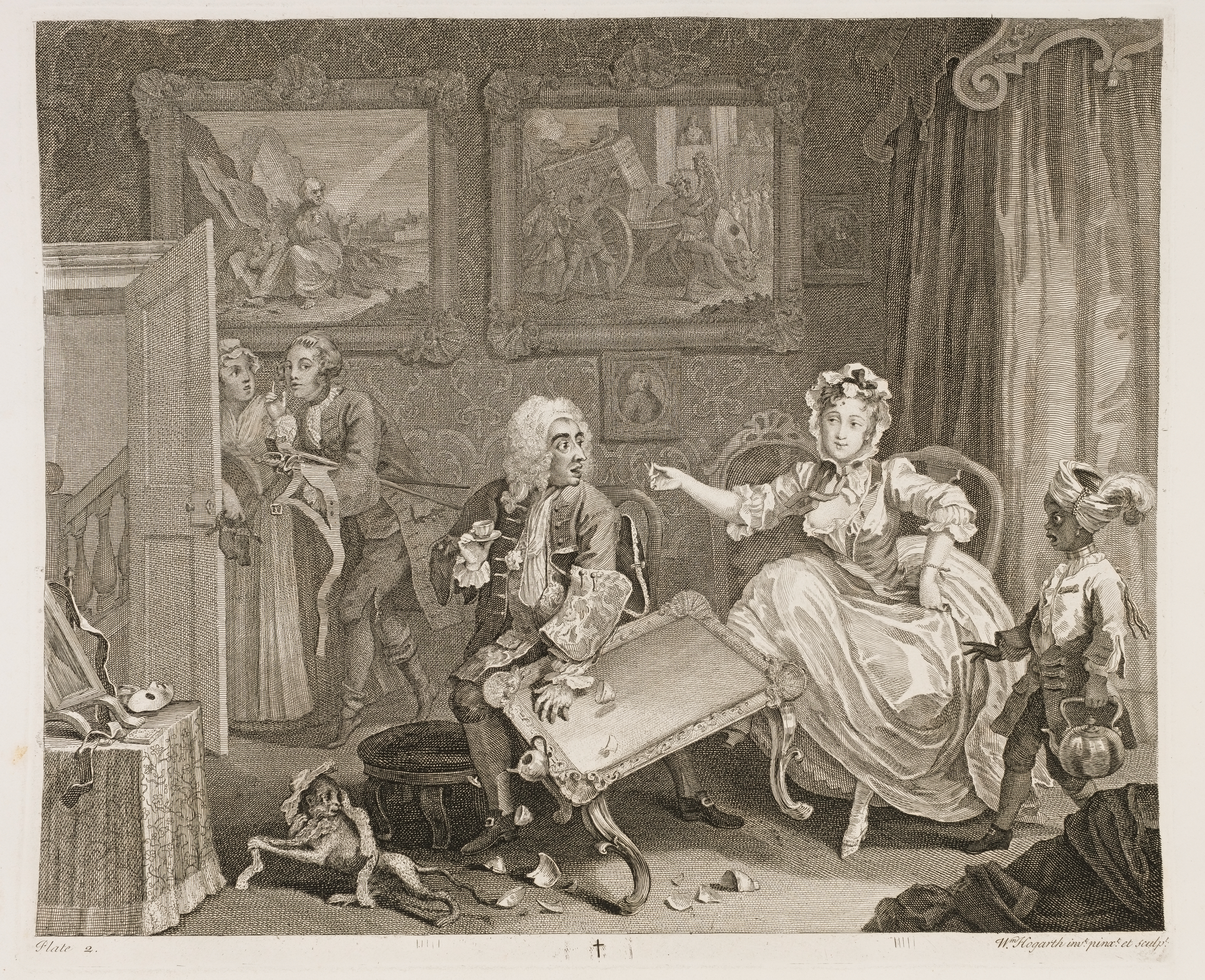
Teil 2
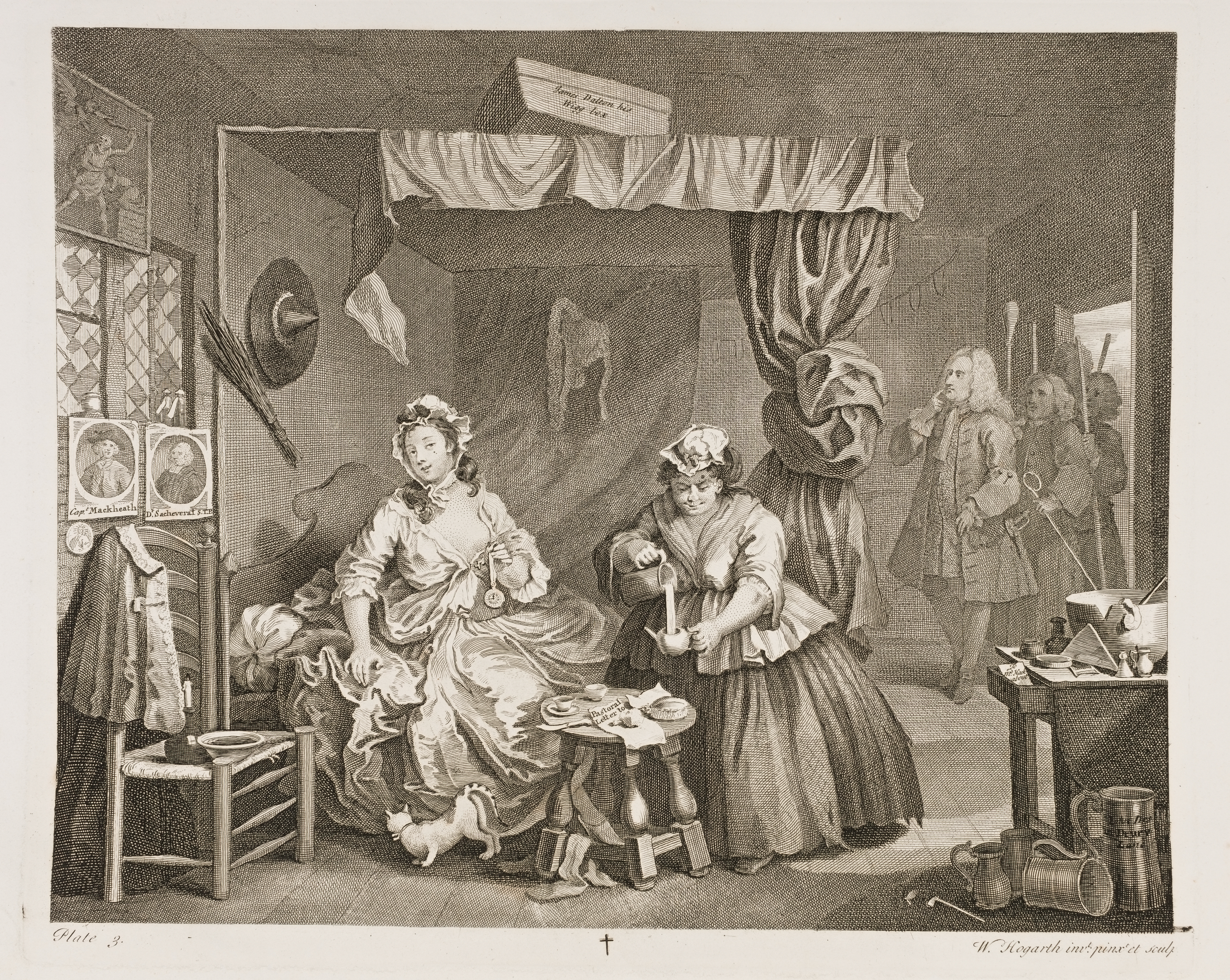
Teil 3
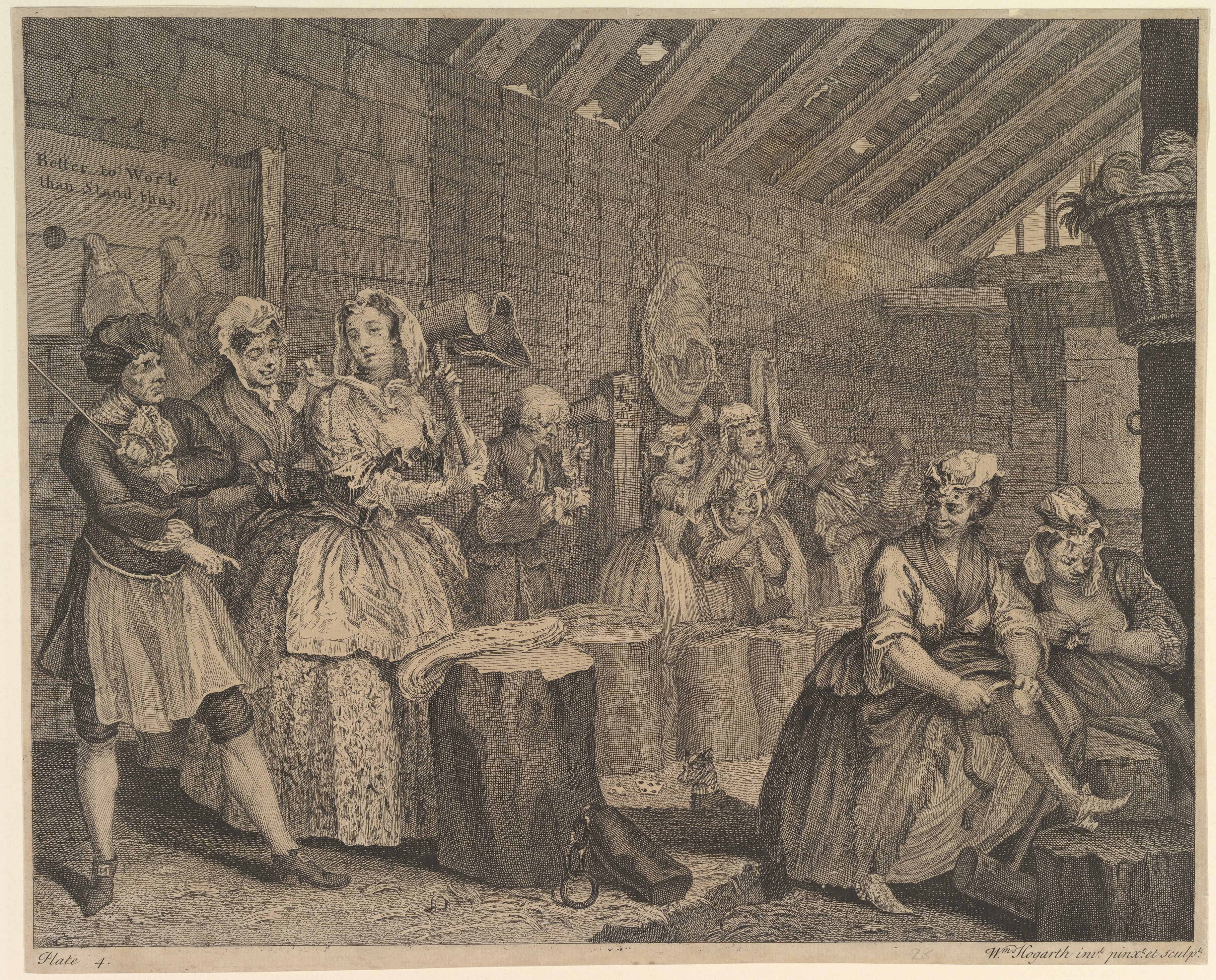
Teil 4
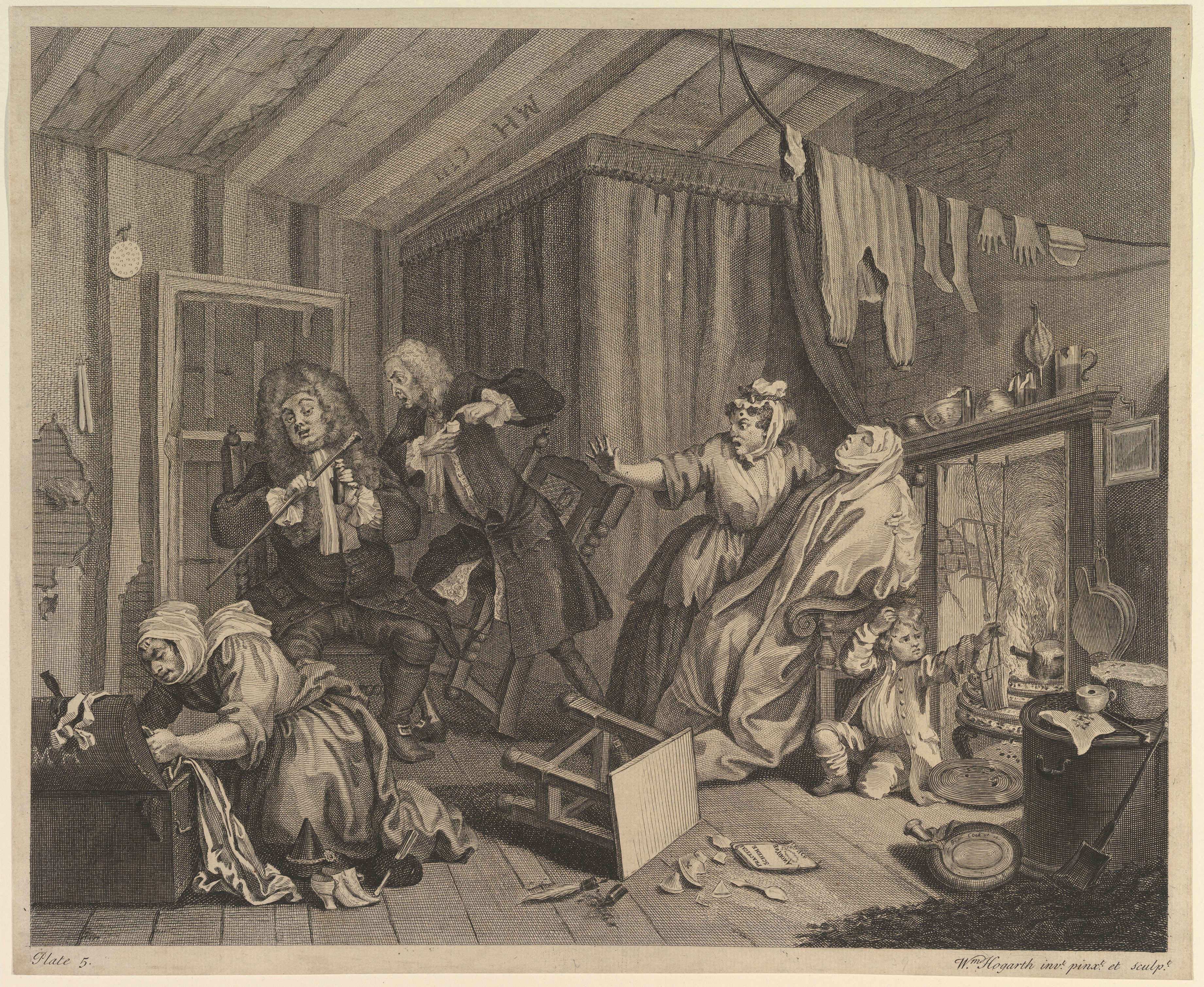
Teil 5
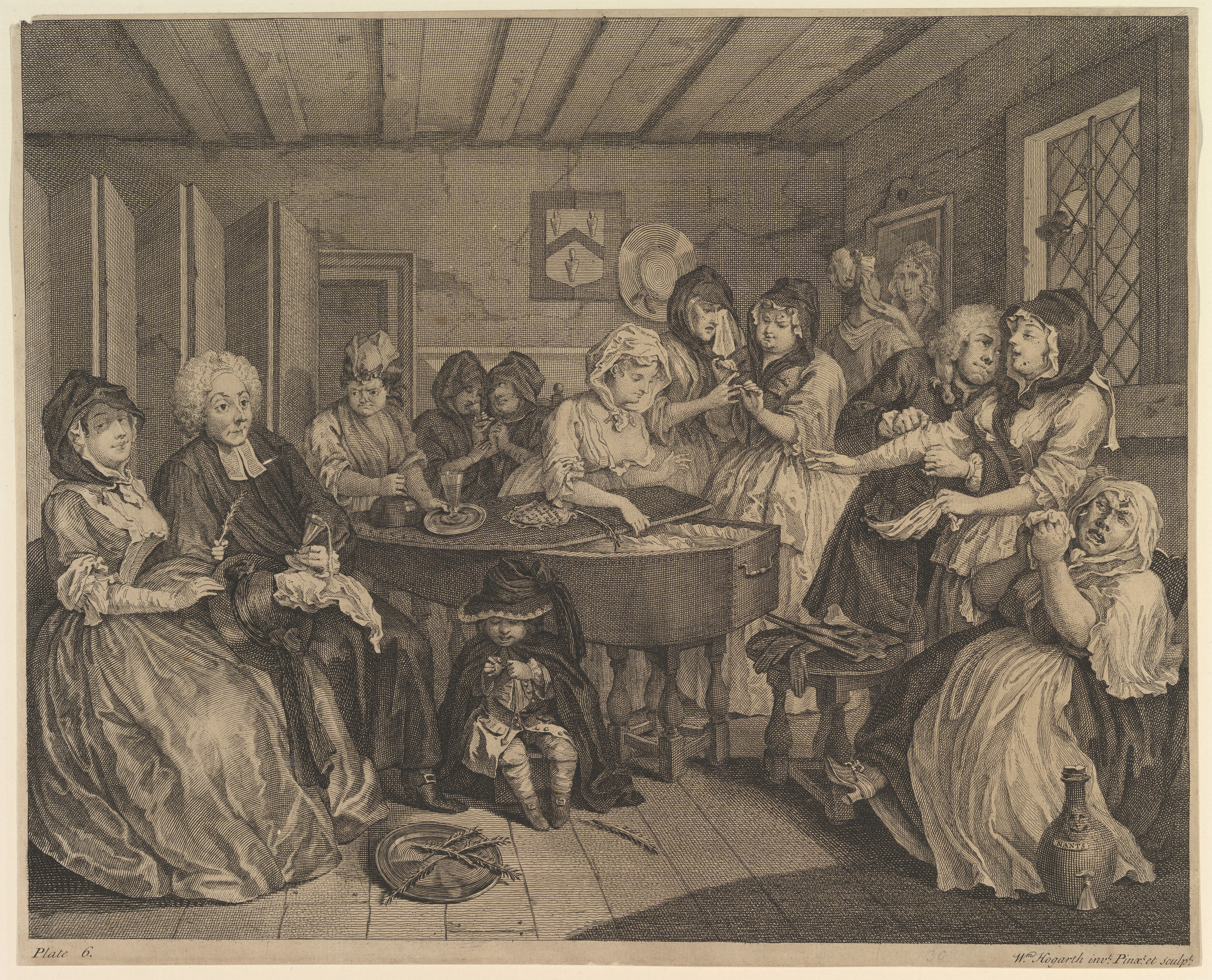
Teil 6

#### Musik und Theater

##### Friedrich Händel in London
- 12. Januar: Das Pasticcio Venceslao von Georg Friedrich Händel nach Apostolo Zeno hat seine Uraufführung am King’s Theatre am Haymarket in London. Es fällt jedoch durch und erlebt nur vier Aufführungen.

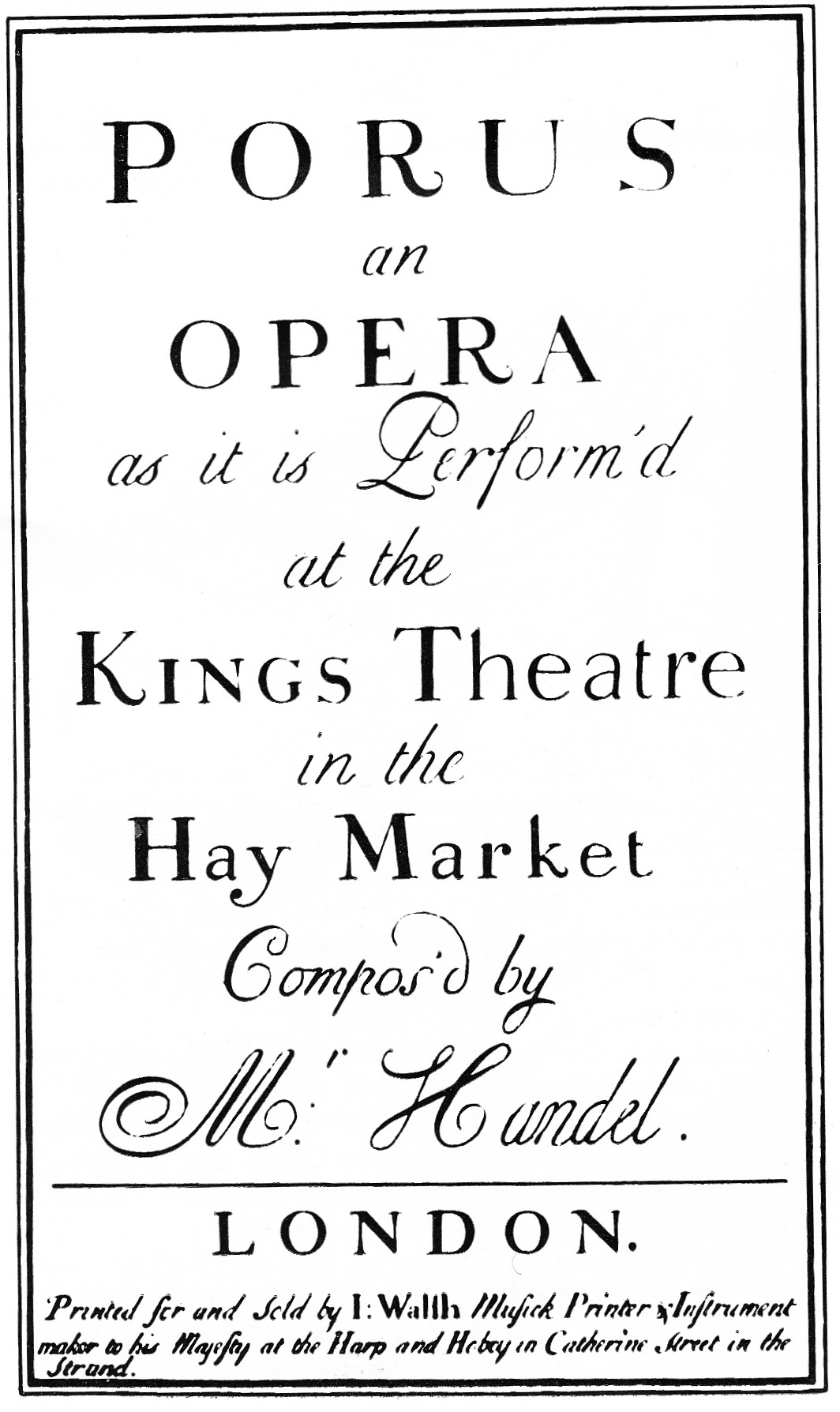
Titelseite des Erstdruckes

- 2. Februar: Die Oper Poro von Georg Friedrich Händel auf ein Libretto von Pietro Metastasio wird am King’s Theatre am Haymarket in London uraufgeführt. Die Titelrolle singt der Kastrat Senesino. Die Uraufführung wird ein Erfolg, dem noch 15 weitere Aufführungen folgen.
- Georg Friedrich Händel stellt die Arbeit an der Oper Titus l’empéreur aus unbekannten Gründen im ersten Akt ein.

##### Johann Sebastian Bach in Leipzig
- 23. März: Die Markus-Passion von Johann Sebastian Bach wird am Karfreitag in Leipzig uraufgeführt. Das Werk nach dem Libretto von Picander gilt heute als verschollen.
- 8. April: Die Kirchenkantate Der Herr ist mein getreuer Hirt hat ihre Uraufführung in der Leipziger Nikolaikirche.
- 27. August: Anlässlich der Ratswahl erfolgt die Uraufführung der geistlichen Kantate Wir danken dir, Gott, wir danken dir.
- 25. November: Die Choralkantate Wachet auf, ruft uns die Stimme von Johann Sebastian Bach, basierend auf dem bekannten gleichnamigen Choral von Philipp Nicolai aus dem Jahre 1599, wird uraufgeführt.
- 2. Dezember: Die Kirchenkantate Schwingt freudig euch empor hat am 1. Advent ihre Uraufführung.

##### Wiener Uraufführungen

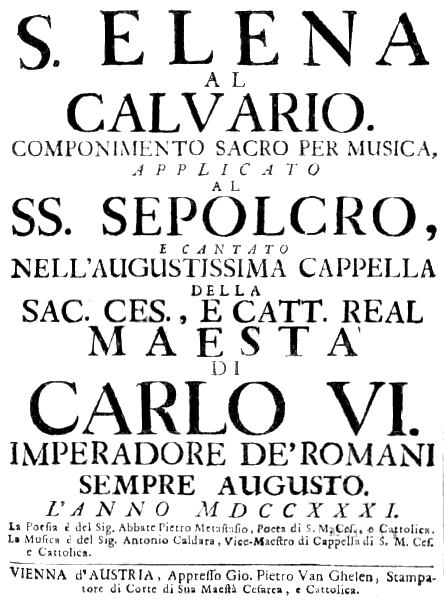
Titelblatt des Librettos

- 20. März: Das Libretto Sant’Elena al Calvario von Pietro Metastasio wird in der Vertonung von Antonio Caldara in der Hofburgkapelle in Wien uraufgeführt.
- 28. August: Zur Feier des Geburtstags der Kaiserin Elisabeth, der Gemahlin Karls VI., wird die festa teatrale Il tempio dell’eternità von Johann Joseph Fux auf ein Libretto von Pietro Metastasio im Favorita-Garten uraufgeführt. Das aufwändige Bühnenbild wird von Giuseppe Galli da Bibiena gestaltet.
- 4. November: Die Uraufführung der Oper Demetrio von Antonio Caldara auf ein Libretto von Pietro Metastasio am Hoftheater in Wien zur Feier des Namenstags Kaiser Karls VI. ist ein großer Erfolg.

#### Malta

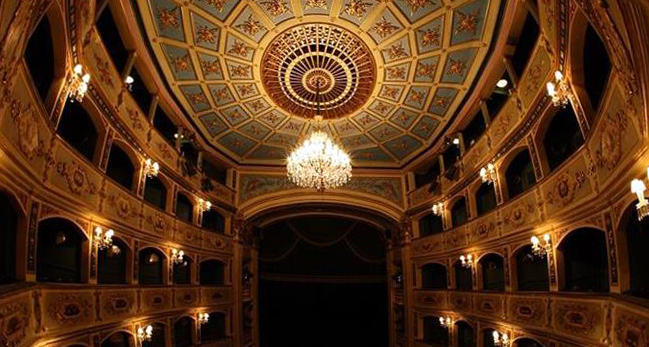
Das Teatru Manoel von innen

Großmeister Antonio Manoel de Vilhena lässt in Valletta auf Malta das Teatru Manoel zur ehrenvollen Erbauung des Volkes errichten. Es gilt heute als das drittälteste bespielte Theater der Welt und als das älteste im Commonwealth.

### Gesellschaft

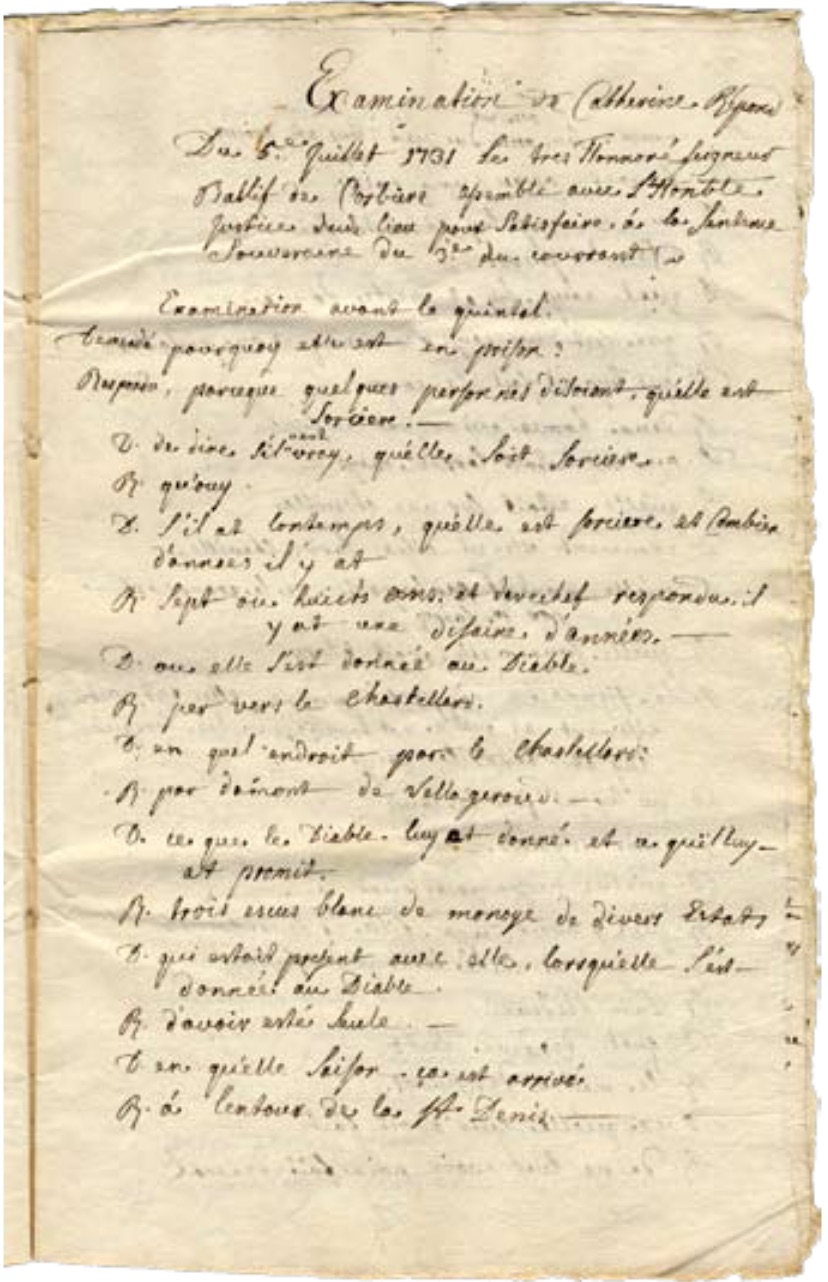
6. Verhör von Catherine Répond in Corbières am 5. Juli 1731

- 15. September: Catherine Repond wird als eine der letzten Frauen in der Schweiz wegen Hexerei verbrannt.

### Religion
- 6. Mai: Die Schlosskirche in Mannheim wird durch den Wormser Weihbischof Johann Anton Wallreuther eingeweiht.

### Katastrophen
- 3./4. Februar: Der Coudenberg-Palast in Brüssel brennt vollständig ab.
- 20. März: Die italienische Stadt Foggia wird von einem Erdbeben teilweise zerstört. Es gibt etwa 2.000 Tote. Unter anderem wird die Kirche Santa Maria Icona Vetere zerstört.

## Geboren

### Erstes Halbjahr
- 03. Januar: Georg Besenbeck, deutscher evangelischer Geistlicher und Pädagoge († 1762)
- 03. Januar: Friedrich Zacharias Saltzmann, königlicher Hofgärtner in Sanssouci († 1801)
- 04. Januar: Karl Abraham von Zedlitz, preußischer Minister († 1793)
- 06. Januar: Ludwig Eugen, Herzog von Württemberg († 1795)
- 08. Januar: Anton von Maron, österreichischer Maler († 1808)
- 13. Januar: Carl von Gontard, deutscher Architekt († 1791)
- 16. Januar Tyge Rothe, dänischer Schriftsteller († 1795)
- 25. Januar: Anna Catharina von Passow, dänische Schauspielerin und Autorin († 1757)
- 02. Februar: Emanuel Philibert von Waldstein-Wartenberg, böhmischer Adliger und kaiserlicher Kammerherr († 1775)
- 09. Februar: Domenico Maria Angiolo Gasparini, italienischer Tänzer, Choreograf und Theoretiker († 1803)
- 09. Februar: Johann Uphagen, deutscher Reeder, Kaufmann und bibliophiler Sammler († 1802)
- 15. Februar: Jean-Louis Aubert, französischer Weltgeistlicher, Fabeldichter, Journalist und Literaturkritiker († 1814)
- 19. Februar: Johann Georg Hartmann, württembergischer Hof- und Domänenrat († 1811)
- 19. Februar: Catharina Elisabeth Textor, Frankfurter Bürgerstochter, Mutter Johann Wolfgang von Goethes († 1808)
- 01. März (getauft): Dirk van der Aa, niederländischer Maler († 1809)
- 07. März: Jean-Louis Laruette, französischer Komponist und Sänger († 1792)
- 11. März: Robert Treat Paine, britisch-amerikanischer Jurist und Politiker, einer der Gründungsväter der USA († 1814)
- 19. März: Gabriela Silang, philippinische Revolutionärin († 1763)
- 20. März: Justus Christian Hennings, deutscher Moralphilosoph und Aufklärer († 1815)
- 22. März: James Kinsey, Delegierter von New Jersey im Kontinentalkongress († 1803)
- 29. März: Ludwig Zöschinger, deutscher Geistlicher, Komponist und Organist († 1806)
- 02. April: Catherine Macaulay, englische Historikerin, Frauenrechtlerin und republikanische Schriftstellerin († 1791)
- 02. April: Georg Franz Wiesner, deutscher katholischer Theologe und Hochschullehrer in Würzburg († 1797)
- 14. April: Laurent-Benoît Dewez, Architekt der Österreichischen Niederlande († 1812)
- 20. April: Ernest Johann Nepomuk von Herberstein, Bischof der Diözese Linz († 1788)
- 28. April: William Williams, Delegierter von Connecticut im Kontinentalkongress († 1811)
- 01. Mai: Ulrike Luise zu Solms-Braunfels, Regentin der Landgrafschaft Hessen-Homburg († 1792)
- 10. Mai: Tommaso Antici, italienischer Kardinal († 1812)
- 28. Mai: Franz de Paula Gundaker von Colloredo-Mannsfeld, letzter Reichsvizekanzler des Heiligen Römischen Reichs († 1807)
- 31. Mai: Claude François Joseph d’Auxiron, französischer Ingenieur, Erfinder und Pionier der Dampfschifffahrt († 1778)
- 05. Juni: Woldemar Salomo Hausdorf, deutscher evangelischer Theologe († 1779)
- 13. Juni: Martha Dandridge, First Lady der Vereinigten Staaten von Amerika († 1802)
- 15. Juni: Franz Anton Bagnato, Baumeister und Baudirektor der Deutschordensballei Schwaben-Elsass-Burgund († 1810)
- 19. Juni: Joaquim Machado de Castro, portugiesischer Bildhauer († 1822)
- 29. Juni: Johann Siegmund Manso, deutscher Lehrer und Rektor († 1796)

### Zweites Halbjahr
- 01. Juli: Johannes Wiedewelt, dänischer Bildhauer († 1802)
- 04. Juli: Johann August Dathe, deutscher Linguist († 1791)
- 09. Juli: Johanna Sophie von Anhalt, Äbtissin von Mosigkau († 1786)

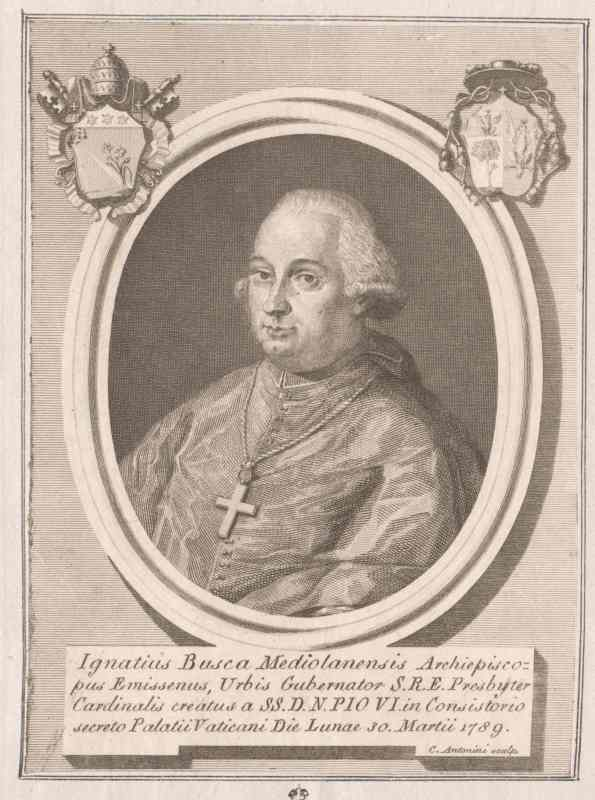
Ignazio Busca

- 15. Juli: Josepha Maria Anna Antonia Nepomucena von Salm-Reifferscheidt-Bedburg, deutsche Adelige († 1796)
- 16. Juli: Samuel Huntington, Jurist und politischer Führer im Amerikanischen Unabhängigkeitskrieg († 1796)
- 23. Juli: Amalie Christina Gylding, deutsche Porzellanmalerin († 1804)
- 31. Juli: Christian Frederik Hagerup, norwegischer Pfarrer († 1797)
- 08. August: Johann Ludwig Spörl, deutscher evangelischer Theologe († 1793)
- 15. August: Georg Friedrich Kordenbusch von Buschenau, deutscher Mediziner und Astronom († 1802)
- 27. August: Hans Arentz, norwegischer Richter und politischer und topographischer Autor († 1793)

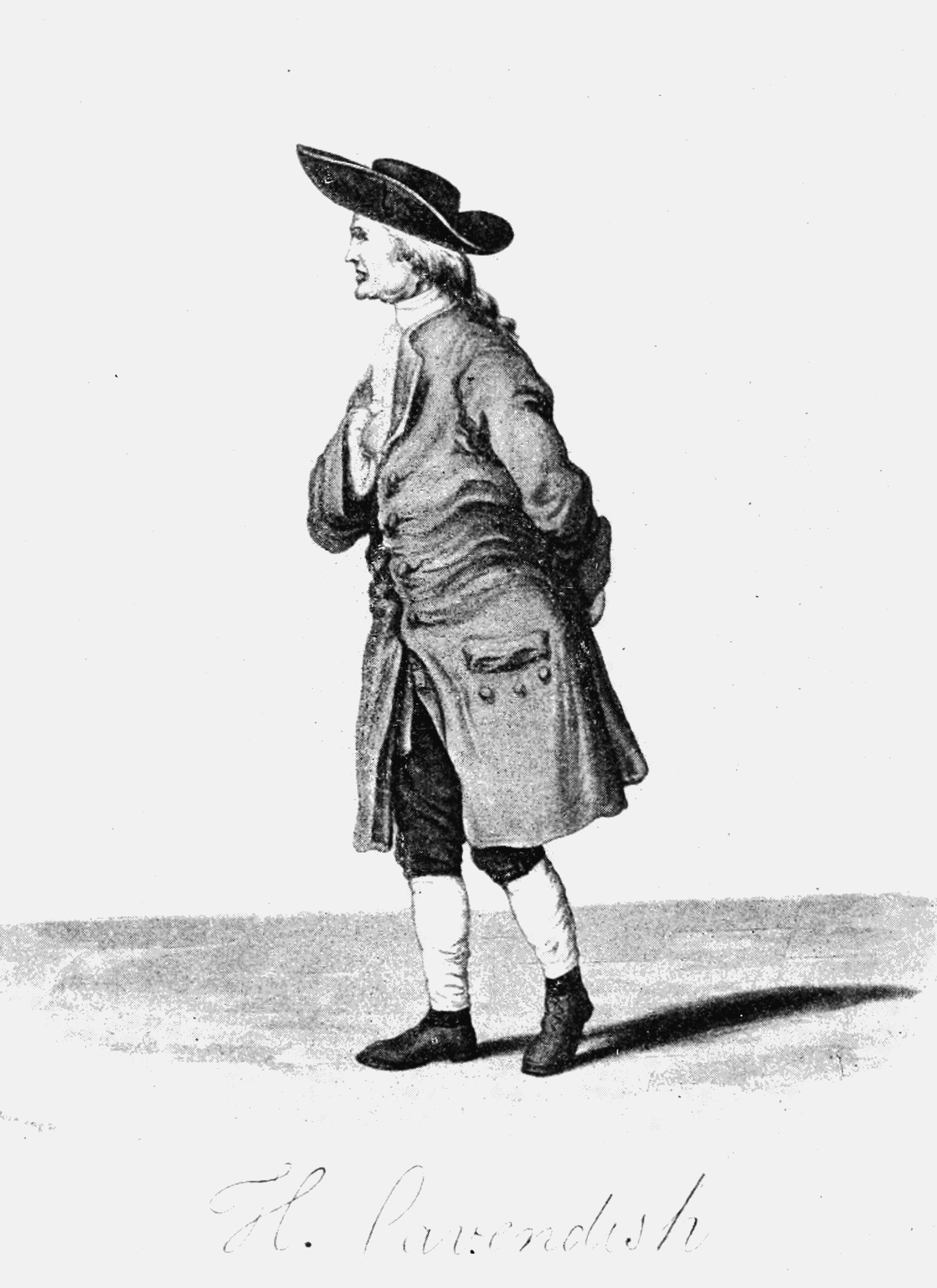
Henry Cavendish

- 31. August: Ignazio Busca, italienischer Kardinal und Kardinalstaatssekretär († 1803)
- 01. September: Ove Høegh-Guldberg, dänischer Theologe, Historiker und Politiker († 1808)
- 04. September: Johann Gabriel Arnauld de la Perière, preußischer Generalmajor († 1810)
- 14. September: Johann August Tabor, deutscher Kaufmann und Bankier († 1814)
- 17. September: Jacques-Christophe Valmont de Bomare, französischer Naturforscher († 1807)
- 24. September: Charlotte Sophie von Sachsen-Coburg-Saalfeld, Erbprinzessin von Mecklenburg († 1810)
- 24. September: Johann Karl Götzinger, deutscher lutherischer Theologe († 1790)
- 08. Oktober: Gabriel Louis François de Neufville, duc de Villeroy, Pair von Frankreich († 1794)
- 10. Oktober: Henry Cavendish, britischer Naturwissenschaftler († 1810)
- 15. Oktober: Leopold von Apfaltern, ungarischer Jesuit und Mathematiker († 1804)
- 24. Oktober: François de Cuvilliés der Jüngere, deutscher Baumeister († 1777)
- 27. Oktober: Friedrich Erdmann, Fürst zu Anhalt-Köthen-Pleß († 1797)
- 04. November: Maria Josepha Carolina von Sachsen, Dauphine von Frankreich († 1767)
- 07. November: Robert Rogers, britisch-amerikanischer Offizier († 1795)
- 17. November: Andreas Nitsche, sorbischer Reisender und Gelehrter († 1795)
- 27. November: Gaetano Pugnani, italienischer Violinist und Komponist († 1798)
- 07. Dezember: Abraham Hyacinthe Anquetil-Duperron, französischer Orientalist († 1805)
- 08. Dezember: František Xaver Dušek, böhmischer Komponist, Cembalist und Pianist († 1799)
- 12. Dezember: Erasmus Darwin, britischer Dichter, Botaniker, Erfinder und Arzt († 1802)

### Genaues Geburtsdatum unbekannt
- Abbas III., Schah von Persien († 1740)
- William Aiton, britischer Botaniker († 1793)
- David Friedrich Alberti, Departementsrat in Preußen († nach 1805)
- Marie Thérèse Françoise Boisselet, Mätresse Ludwigs XV. von Frankreich († 1800)
- António Dinis da Cruz e Silva, portugiesischer Jurist und Dichter († 1799)
- Desboulmiers, französischer Schriftsteller und Librettist († 1771)
- Makarios von Korinth, Bischof von Korinth und Heiliger der orthodoxen Kirche († 1805)
- John Walker, schottischer reformierter Theologe und Naturforscher († 1803)

## Gestorben

### Januar bis April
- 06. Januar: Étienne François Geoffroy (der Ältere), französischer Chemiker und Mediziner (* 1672)
- 10. Januar: Johann Michael Lang, deutscher lutherischer Theologe, Geistlicher und Hochschullehrer (* 1664)
- 18. Januar: Johann Josua Mosengel, deutscher Orgelbauer (* 1663)
- 20. Januar: Antonio Farnese, Herzog von Parma und Piacenza (* 1679)

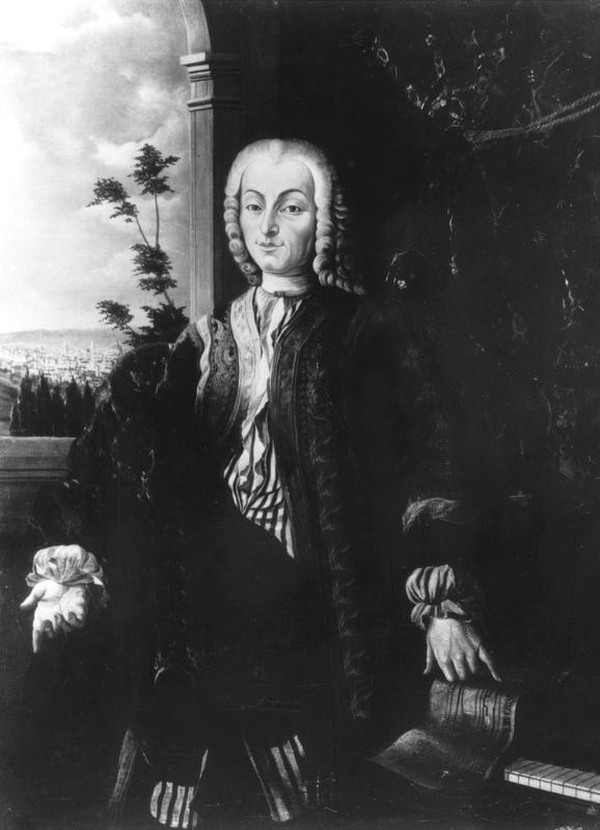
Bartolomeo Cristofori

- 27. Januar: Bartolomeo Cristofori, italienischer Musikinstrumentenbauer, Erfinder des Hammerklaviers (* 1655)
- 12. Februar: Gelasius Hieber, bayerischer Prediger (* 1671)
- 15. Februar: María de León Bello y Delgado, spanische Dominikanerin und Mystikerin auf Teneriffa (* 1643)

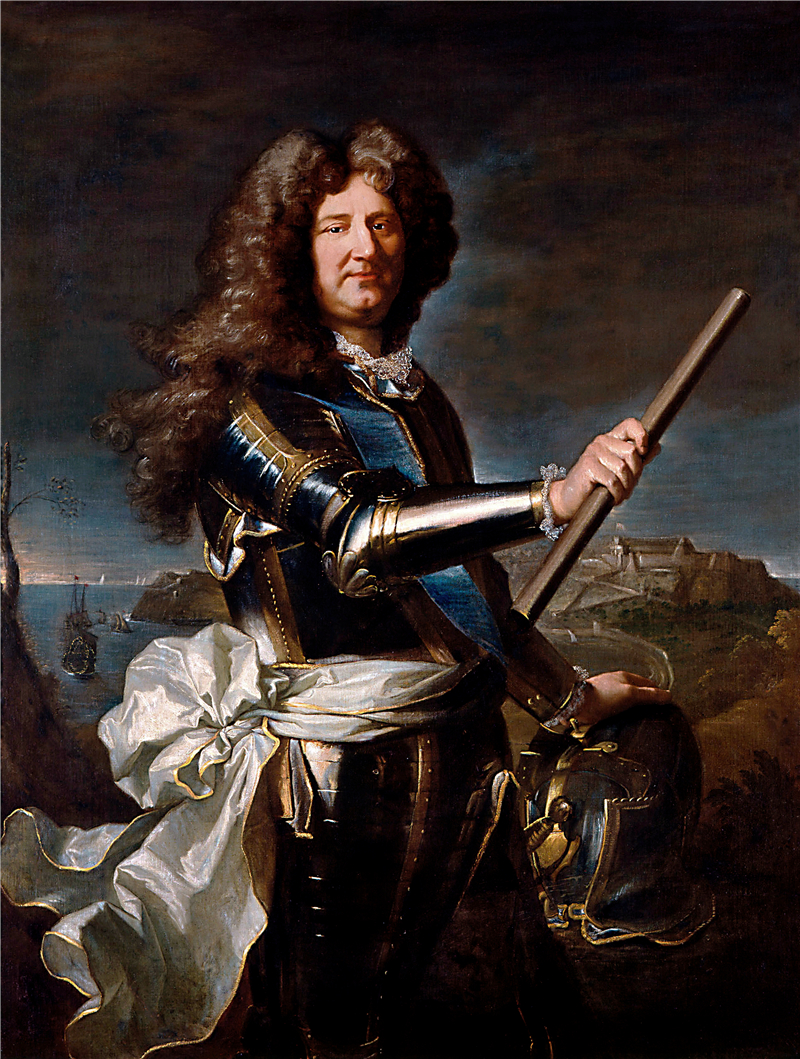
Antoine I. Grimaldi

- 20. Februar: Antoine I. Grimaldi, Fürst von Monaco (* 1661)
- 22. Februar: Frederik Ruysch, niederländischer Anatom und Botaniker (* 1638)
- 01. März: William Tailer, englischer Kolonialbeamter und Gouverneur der Province of Massachusetts Bay (* 1675)
- 05. März: Abd al-Ghani an-Nabulusi, arabischer Sufi und Literat aus Damaskus (* 1641)
- 05. März: Johann Heinrich Müller, deutscher Astronom (* 1671)
- 06. März: Johann Melchior Dinglinger, württembergischer Hofgoldschmied bei Kurfürst August dem Starken von Sachsen in Dresden (* 1664)
- 08. März: Ferdinand Maximilian Brokoff, deutscher Bildhauer des Barock (* 1688)
- 13. März: Dorothea Friederike von Brandenburg-Ansbach, Gräfin von Hanau (* 1676)
- 14. März: Kagami Shikō, japanischer buddhistischer Mönch und Dichter (* 1665)
- 23. März: August Wilhelm, Fürst von Braunschweig-Wolfenbüttel (* 1662)
- 25. März: Abraham Isacks op den Graeff, deutscher mennonitischer Auswanderer, Mitglied der Original 13 (* 1649)
- 16. April: Bartholomæus Deichman, Bischof von Christiania (* 1671)
- 21. April: Moritz Wilhelm, Herzog von Sachsen-Merseburg (* 1688)
- 22. April: Johann Josef von Waldstein, böhmischer Adliger, Unternehmer und Mäzen (* 1684)
- 28. April: Johann Theodor Jablonski, deutscher Pädagoge und Lexikograf (* 1654)

### Mai bis August
- 01. Mai: Johann Ludwig Bach, deutscher Komponist (* 1677)
- 03. Mai: Werner von Broich, Schöffe und Bürgermeister der Reichsstadt Aachen (* um 1636)
- 05. Mai: Daniel Defoe, britischer Schriftsteller (* 1660)
- 09. Mai: Johann Cyriak Hackhofer, österreichischer Maler (* 1675)
- 09. Mai: Peregrine Hyde Osborne, 3. Duke of Leeds, britischer Aristokrat (* 1691)
- 11. Mai: Mary Astell, englische feministische Schriftstellerin, Rhetorikerin und Philosophin (* 1666)
- 21. Mai: Johann Hübner, deutscher Lehrer, Autor von Schulbüchern und Schriftsteller (* 1668)
- 30. Mai: Karl Friedrich Petzold, deutscher Schriftsteller und Pädagoge (* 1675)
- 30. Mai: Violante Beatrix von Bayern, Gouverneurin von Siena (* 1673)
- 06. Juni: Giovanni Odazzi, römischer Maler und Grafiker (* 1663)
- 20. Juni: Ned Ward, englischer Satiriker, Autor und Schankwirt (* 1660 oder 1667)
- 21. Juni: Albrecht Friedrich von Brandenburg-Schwedt, kurbrandenburgisch-preußischer Generalleutnant und Herrenmeister des Johanniterordens (* 1672)
- 24. Juni: Johann Christian Schröter, deutscher Rechtswissenschaftler (* 1659)
- 01. Juli: Ingenuin Lechleitner, österreichischer Bildhauer (* 1676)
- 01. Juli: John Montgomerie, britischer Gouverneur der Provinzen New York und New Jersey (* 1680)
- 05. Juli: Christian Handschuher, deutscher Bildhauer (* 1651)
- 07. Juli: Nicolaus Staphorst, Hamburger Pastor und Kirchenhistoriker (* 1679)
- 25. Juli: Michael Grass der Jüngere, deutscher Rechtswissenschaftler und Hochschullehrer (* 1657)
- 26. Juli: Johann Ernst von Löwenstein-Wertheim-Rochefort, Bischof von Tournai (* 1667)
- 30. Juli: Emanuel König, Basler Physiker und Mediziner (* 1658)
- 07. August: Franz Ferdinand von Kuenburg, Bischof von Laibach und Erzbischof von Prag (* 1651)
- 17. August: Johann Augustin Kobelius, deutscher Komponist und Kapellmeister (* 1674)
- 18. August: Christoph von Steiger, Schultheiss von Bern (* 1651)
- 24. August: Justus Gotthard Rabener, deutscher lutherischer Prediger und Autor (* 1688)

### September bis Dezember
- 01. September: Pierre Danican Philidor, französischer Komponist (* 1681)

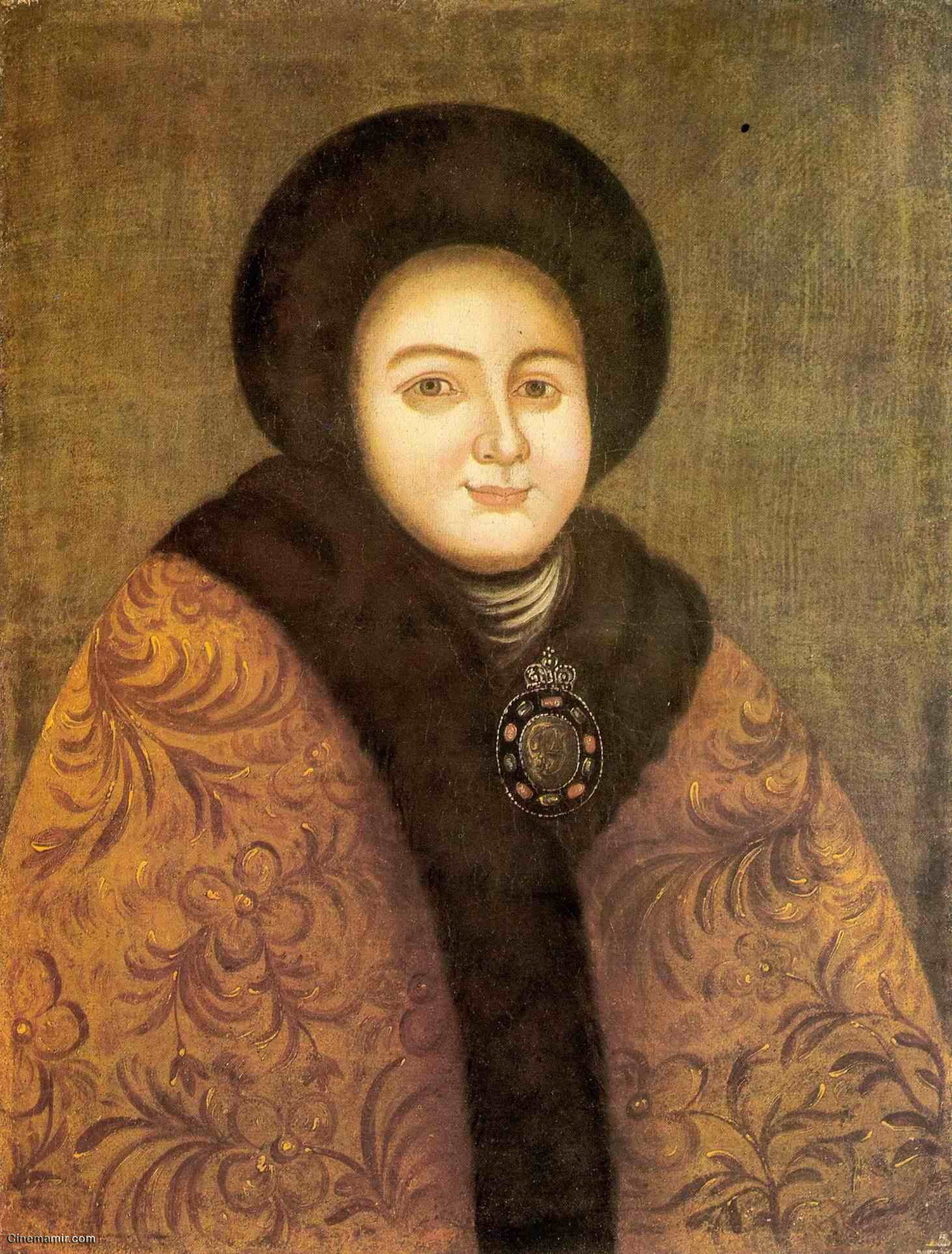
Jewdokija Lopuchina

- 07. September: Jewdokija Fjodorowna Lopuchina, Zarina von Russland, erste Frau Peters des Großen (* 1669)
- 15. September: Catherine Repond, eines der letzten Opfer der Hexenverfolgung in der Schweiz (* 1663)
- 17. September: Gustav Samuel Leopold, Herzog von Pfalz-Zweibrücken (* 1670)
- 18. September: Sicco van Goslinga, friesischer Politiker und Diplomat (* 1664)
- 24. September: Marx Schokotnigg, österreichischer Bildhauer (* 1661)
- 01. Oktober: Johann Georg Joch, deutscher evangelischer Theologe (* 1676)
- 01. Oktober: Adde Severin, Kaufmann und Ratsherr der Hansestadt Lübeck (* 1668)
- 03. Oktober: Georg Heinrich Bose, Leipziger Handelsherr (* 1682)
- 10. Oktober: Johann Jänichen, deutscher Pädagoge und Dichter (* 1659)
- 24. Oktober: Ludwig Christof Schefer, Pietist, reformierter Pfarrer und Inspektor in Berleburg (* 1669)
- 02. November: Johann Matthäus Leffloth, Nürnberger Komponist, Organist und Clavichordist (* 1705)
- 04. November: Christoph Tausch, österreichischer Architekt und Maler (* 1673)
- 10. November: Ferdinand Joseph von Hörwarth, Hofmarksherr in Hohenburg (* 1663)
- 17. November: Johann Adolf Hoffmann, deutscher philosophischer Autor und Übersetzer (* 1676)
- 23. November: Friedrich Ludwig, Erbprinz von Württemberg (* 1698)
- 14. Dezember: Joseph Balthasar Hochreither, österreichischer Organist und Komponist (* 1669)
- 26. Dezember: Antoine Houdar de la Motte, französischer Dramatiker, Librettist und Poetiker (* 1672)
- 26. Dezember: Johann Ernst Kregel von Sternbach, Leipziger Handelsherr, Ratsherr und Baumeister (* 1652)

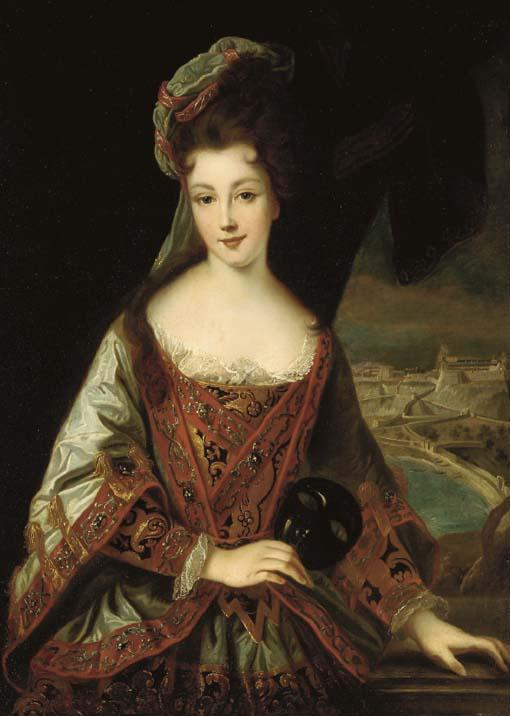
Louise-Hippolyte von Monaco

- 29. Dezember: Louise-Hippolyte Grimaldi, Fürstin von Monaco (* 1697)
- 29. Dezember: Brook Taylor, britischer Mathematiker (* 1685)
- 30. Dezember: Wilhelm Chenu de Chalsac l’Aujardiere, preußischer Oberst und Abenteurer (* 1672)

### Genaues Todesdatum unbekannt
- Caspar Commelin, niederländischer Botaniker (* 1668)
- Giacomo Genora, Schweizer römisch-katholischer Geistlicher und Heimatschriftsteller (* 1656)
- Andreas Luppius, deutscher Verleger und Buchhändler (* 1654)
- Giuseppe Mariani, sizilianischer Architekt (* 1681)
- Elias Christoph Heiß, deutscher Kupferstecher (* 1660)
- Johann Melchior Roos, deutscher Maler (* 1663)